# Derek Watt
(en) Statistiques sur pro-football-reference
Derek John Watt, né le 7 novembre 1992 à Waukesha dans le Wisconsin, est un joueur de football américain évoluant au poste de fullback pour la franchise des Steelers de Pittsburgh en National Football League (NFL). 
Il a joué au football universitaire à l'université du Wisconsin et a été sélectionné par les Chargers de San Diego au sixième tour lors de la draft 2016 de la NFL. 
Il a pour frère aîné J. J. Watt, et pour frère cadet son coéquipier chez les Steelers, T. J. Watt,.

## Jeunesse
Watt est le deuxième fils de Connie, vice-présidente des opérations de construction, et John Watt, pompier. Il est né et à grandi à Pewaukee dans le Wisconsin.
Il fréquente le lycée Pewaukee où il joue au football américain.

## Carrière universitaire
Watt fréquente l'université du Wisconsin à Madison, où il est coéquipier avec son frère T. J. de 2011 à 2015. Il fait partie de l'attaque qui aide le running back Melvin Gordon à amasser des records universitaires de yards à la course. 
Lors de la saison 2012, Watt réceptionne 12 passes pour 150 yards. Lors de la saison 2013, il réussit trois réceptions pour 20 yards. En 2014, il joue seulement trois matchs de toute la saison. Lors de sa dernière saison universitaire en 2015, il réceptionne 15 passes pour 139 yards. Gordon et Watt sont de nouveau réunis comme coéquipiers quand Watt est drafté par les Chargers en 2016.

## Carrière professionnelle
Pro Football Focus classe Watt deuxième meilleur fullback de la draft 2016.
| Taille             | Poids            | Bras          | Main              | Sprint   | Sprint   | Sprint   | Shuttle 20 yards | 3 cones drill | Détente         | Détente            | Développé couché | Test Wonderlic |
| Taille             | Poids            | Bras          | Main              | 40 yards | 10 yards | 20 yards | Shuttle 20 yards | 3 cones drill | verticale       | horizontale        | Développé couché | Test Wonderlic |
| 1,88 m (6 ft 2 in) | 107 kg (235 lbs) | 79 cm (31 in) | 26 cm (10 1/8 in) | 4,77 s   | 1,63 s   | 2,73 s   | 4,32 s           | -             | 85 cm (33,5 in) | 2,95 m (9 ft 8 in) | 19               | -              |

### San Diego/Los Angeles Chargers
Watt est sélectionné par les Chargers de San Diego au sixième tour (198e choix global) lors de la draft 2016 de la NFL. Il fait ses débuts en NFL lors du match d'ouverture de la saison contre les Chiefs de Kansas City. Deux semaines plus tard, contre les Colts d'Indianapolis, il réussit sa première réception en tant que professionnel, grâce à laquelle il gagne six yards. Le 30 octobre contre les Broncos de Denver, il réceptionne une passe de 53 yards. Globalement, lors de sa saison rookie, il joue les 16 matchs de saison régulière et obtient quatre réceptions pour 83 yards. Lors de la saison 2017, il participe aux 16 matchs de son équipe et réussit six courses pour 24 yards ainsi que deux réceptions pour 35 yards. En 2018, il participe encore à tous les matchs de saison régulière et compile quatre courses pour 11 yards et une réception pour deux yards. Lors de la saison 2019, Watt joue 16 matchs, est titulaire lors de deux matchs, et réussit une course pour un touchdown ainsi que trois réceptions pour 32 yards.

### Pittsburgh Steelers
Le 26 mars 2020, Watt signe un contrat de trois ans, d'une valeur de 9,75 millions de dollars avec les Steelers de Pittsburgh, retrouvant ainsi son frère T. J. Le 21 décembre 2020, alors qu'il joue au poste de gunner, il souffre d'une concussion après avoir subi un block de son ancien coéquipier chez les Badgers, Alex Erickson, lors d'un retour de punt. Après avoir passé la saison sans aucun yard en attaque, Watt joue sa première course avec les Steelers lors du match de Wild Card. Pendant la semaine 8 de la saison 2022 contre les Eagles de Philadelphie, Watt réceptionne une passe de un yard lancée par le wide receiver Chase Claypool et marque un touchdown.

## Vie privée
Watt se marie avec Gabriella Justin en 2018. Leur premier enfant, Logan James Watt, est né en 2019, et leur deuxième fils, Brayden George Watt, est né en 2020.
En 2020, Watt apparaît dans une publicité pour Subway avec ses frères J. J. et T. J. ainsi que leurs parents John et Connie. Derek, J. J. et T. J. sont aussi les hôtes du programme TV Ultimate Tag.